# Renate Credo
Renate Credo  (* 14. Oktober 1920 in Berlin-Spandau; † 28. August 1986) war eine deutsche Chemikerin und Wirtschaftsfunktionärin in der DDR. Sie war von 1963 bis 1971 Mitglied des ZK der SED.

## Leben
Renate Credo wurde 1945 Mitglied der Kommunistischen Partei Deutschlands (KPD) und 1946 der Sozialistischen Einheitspartei Deutschlands (SED). Nach einem Chemiestudium an der Humboldt-Universität zu Berlin mit dem Abschluss als Diplomchemikerin arbeitete sie als Referentin in der Landesregierung  Thüringen und 1952 als Dozentin an der Arbeiter-und-Bauern-Fakultät Jena. Anschließend wurde sie als Werkleiterin der Chemischen Werke Grünau eingesetzt. Von 1959 bis 1965 war sie Direktorin des VEB Kali-Chemie Berlin. Am 27. Februar 1962 wurde sie in die aus 23 Mitgliedern bestehende Frauenkommission beim Politbüro des ZK der SED berufen, der sie bis Juni 1971 angehörte. Von Januar 1963 (VI. Parteitag) bis Juni 1971 (VIII. Parteitag) gehörte sie dem ZK der SED als Mitglied an. Von 1965 bis 1971 fungierte sie als Direktorin des VEB Fotochemische Werke Berlin-Köpenick. Danach war sie Abteilungsleiterin in der Zentralstelle für chemische Industrie bzw. im Zentralen Informationsinstitut der Chemischen Industrie in Ost-Berlin.
Renate Credo starb im Alter von 65 Jahren und wurde auf dem Friedhof Berlin-Adlershof beigesetzt.

## Auszeichnungen
- 1960 Ehrentitel Verdienter Aktivist
- 1962 Clara-Zetkin-Medaille
- 1964 Vaterländischer Verdienstorden in Bronze
- 1967 Orden Banner der Arbeit